# Подол (Суджанский район)
Подол — слобода в Суджанском районе Курской области. Входит в состав Гончаровского сельсовета.

## География
Слобода находится на реке Суджа, в 9,5 км от российско-украинской границы, в 89 км к юго-западу от Курска, в 1 км к югу от районного центра — города Суджа, в 2 км от центра сельсовета  — Заолешенка.
Улицы
В слободе улица Подол-Сад.
Климат
Подол, как и весь район, расположен в поясе умеренно континентального климата с тёплым летом и относительно тёплой зимой (Dfb в классификации Кёппена).

## Население
| 2002 | 2010 |
| ---- | ---- |
| 373  | ↘254 |

## Инфраструктура
Личное подсобное хозяйство. В слободе 119 домов.

## Транспорт
Подол находится в 4 км от автодороги регионального значения 38К-004 (Дьяконово — Суджа — граница с Украиной), в 1,5 км от автодороги 38К-030 (Рыльск — Коренево — Суджа), в 2,5 км от автодороги 38К-024 (Льгов — Суджа), в 2 км от автодороги межмуниципального значения 38Н-609 (Суджа — Гуево — Горналь — граница с Украиной), в 3,5 км от автодороги 38Н-611 (38Н-609 — Куриловка), в 4 км от ближайшей ж/д станции Суджа (линия Льгов I — Подкосылев). Остановка общественного транспорта.
В 110 км от аэропорта имени В. Г. Шухова (недалеко от Белгорода).